# Edward Sheriff Curtis
Edward Sheriff Curtis (Whitewater, 16 de febrero de 1868 − Whittier, 19 de octubre de 1952) fue un fotógrafo y etnólogo autodidacta estadounidense.
Establecido en Seattle como fotógrafo de éxito, un encuentro fortuito con el antropólogo George Bird Grinnell le puso en contacto con las culturas nativas de Norteamérica. Este descubrimiento, a los treinta y dos años, cambió su vida. A partir de entonces se dedicó de manera casi exclusiva durante más de treinta años a documentar gráficamente y recopilar por escrito la cultura de los indígenas de los Estados Unidos, con el objetivo de conservar la memoria de unas formas de vida que se encontraban amenazadas por una desaparición inminente. A pesar de la falta de una formación académica, dejó una obra monumental de veinte volúmenes, titulada The North American Indian (El indio norteamericano), una recopilación exhaustiva de la cultura de las tribus de los Estados Unidos y parte de Canadá, así como la película In the Land of the Head Hunters, precursora del cine documental. Aunque su obra etnográfica le dio renombre, no generó ingresos. Tuvo una vida modesta durante los últimos años de su vida, y cuando murió, su obra ya se había olvidado. Sin embargo, a partir de la década de los años 1970, su obra ha sido revalorizada, no tanto por su valor académico, sino por la calidad artística, etnográfica y humana de las fotografías.

## Biografía

### Infancia y aprendizaje
Nació cerca de Whitewater (Wisconsin). Su padre, el reverendo Johnson Asahel Curtis (1840-1887), había nacido en Ohio de familia procedente de Canadá. Había participado como sacerdote de campaña en la Guerra de Secesión, que le había dañado la salud, y operaba, con dificultad, una pequeña granja a la vez que se desempeñó como predicador. Su madre, Ellen Sheriff (1844-1912), era de Pennsylvania con ascendencia inglesa. La pareja tuvo cinco hijos. La niñez de Edward fue pobre pero tranquila. En 1874 la familia se trasladó al Condado de Le Sueur (Minnesota). Seis años más tarde el padre dejó la granja y la familia se instaló en la localidad de Cordova (Illinois), donde se desempeñó como predicador de la comarca. A menudo, Edward le acompañaba en sus viajes pastorales, siguiendo los ríos en canoa y acampando. Así se despertó su gusto por la naturaleza. En esa época, siguiendo las instrucciones de un manual de fotografía, construyó su propia cámara, aprovechando una lente que su padre había traído de la guerra.
A los catorce años, dejó la escuela para ayudar en casa, debido a la mala salud de su padre. A los diecisiete entró como aprendiz en un estudio fotográfico en la pequeña ciudad de Saint Paul (Minnesota). Dos años más tarde acompañó a su padre, que necesitaba un clima menos riguroso, al área de Seattle (Washington), esperando el traslado del resto de la familia, lo que ocurrió unos meses después, en mayo de 1887, apenas tres días antes de que muriera el padre de neumonía. Edward mantenía a todos, trabajando como leñador y haciendo otros trabajos pesados.

### Fotógrafo de éxito
Seattle ofrecía muchas oportunidades para progresar, ya que era una ciudad dinámica y en pleno crecimiento; era el principal puerto de acceso al Extremo Oriente y Alaska, y una escala obligatoria para los buscadores de oro de Klondike. Tras un accidente de trabajo en el bosque, que lo mantuvo convaleciente durante meses, Edward entró a trabajar en un estudio fotográfico, y en poco tiempo abrió su propio estudio, asociado con el de Thomas Guptill. Tuvo bastante éxito comercial haciendo retratos de lujo. También recibió reconocimiento profesional y ganó numerosos premios —solo o con Guptill—, tanto a nivel local como estatal y nacional, como la medalla de bronce de la Convención Nacional de Fotógrafos (Nueva York, 1896). Ambos fueron declarados los fotógrafos líderes de la región de Seattle por la revista Argus. Más tarde (1904), una fotografía suya ganó el concurso The Prettiest Children in America, organizado por una revista femenina, lo que le aportó el encargo de fotografiar a los hijos del presidente Theodore Roosevelt.
Curtis estaba al día de las tendencias del momento, especialmente de la corriente pictorialista, y se dedicó también a la fotografía de paisajes y a retratar la realidad de su entorno: temas urbanos, los mineros en camino al Klondike y, posteriormente, los indígenas de la zona que frecuentaban la ciudad.
Su buena situación económica le permitió asegurar la estabilidad de la familia: su madre, su hermano y sus hermanas, así como una prima con un hijo. Además pudo darles trabajo frecuentemente en el estudio fotográfico. Su hermano Ashael inició su propia carrera como fotógrafo, aunque por separado de la de Edward desde 1889, debido a una discusión sobre la autoría de unas fotos, después de la que no se reconciliaron nunca.
En 1896 se casó con Clara J. Phillips (1874-1932), una amiga de la familia que le había cuidado durante su convalecencia, después del accidente. Tuvieron cuatro hijos: un varón y tres hijas.
Curtis era también aficionado al montañismo. En una ascensión al monte Rainier conoció Ella Mc Bride, que se convirtió en amiga de la familia. Curtis y Mc Bride se asociaron profesionalmente. Con el tiempo, Mc Bride se convirtió en una de las fotógrafas norteamericanas más destacadas, conocida internacionalmente. Además, la pasión compartida por la montaña los implicó ambos en un grupo de activistas que reclamaba que se convirtiera el monte Rainier en un Parque nacional, un objetivo que se consiguió en 1899.

### Fotógrafo de los nativos americanos

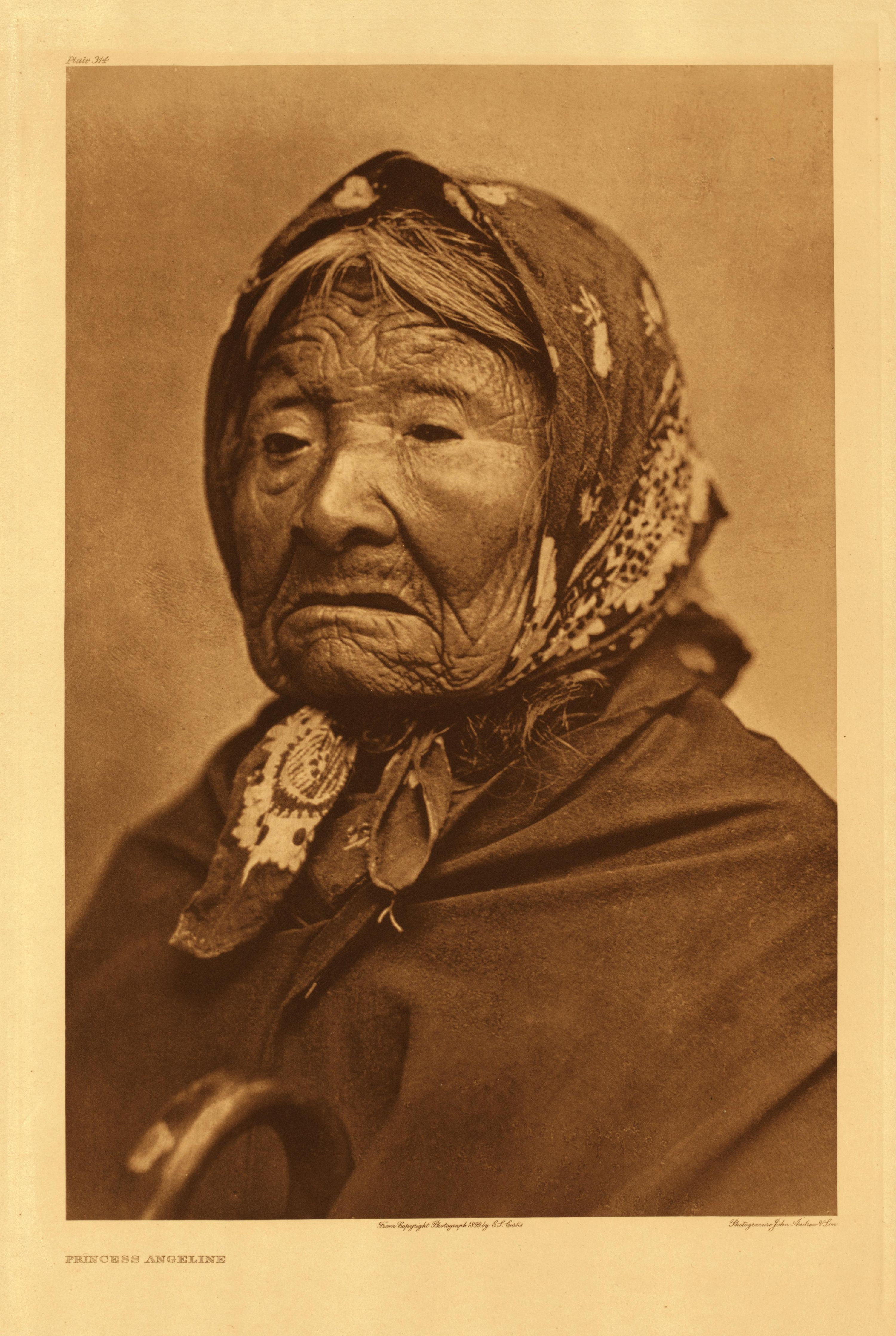
"Princesa Angeline", del pueblo suquamish, 1896.

En 1895 Curtis hizo su primer retrato de una nativa americana: Kikisoblu o Princesa Angeline (1800-1896), una anciana, hija del jefe Seattle, que vivía precariamente en Seattle. Este retrato le daría fama y le empujó a retratar otros nativos, cuyas fotos se vendían muy bien, y también le aportaron galardones profesionales.
Durante una excursión fotográfica al monte Rainier ayudó un grupo de científicos que se habían extraviados. Entre ellos se encontraron George Bird Grinnell, experto en la cultura de los nativos norteamericanos, y Clint Hart Merriam, cofundador de la National Geographic Society. A raíz de este encuentro, Merriam le contrató en 1899 como fotógrafo oficial de su expedición científica en Alaska. Allí coincidió con el conservacionista John Muir, que le causó una gran impresión. Aprovechó el largo viaje en barco para leer y adquirir conocimientos antropológicos, ampliando así su escasa formación previa.
El año siguiente, Grinnell, que llevaba veinte años haciendo trabajo de campo con los Blackfoot —que le llamaban «Padre de los Blackfoot»— le invitó a la Reserva Piegan en Montana, para fotografiar la Danza del Sol. Para este ritual, a pesar de que fuese prohibido por el gobierno como «crimen religioso», se reunió un gran número de miembros de la tribu. Curtis, introducido por Grinnell, logró vencer la desconfianza de los Blackfoot, y obtuvo permiso de fotografiar en el campamento y presenciar los rituales sagrados. Además, estableció relaciones personales con miembros de la tribu, con lo que pudo conocer de primera mano sus concepciones éticas y espirituales, y quedó fascinado por una forma de vida diferente, llena de dignidad y sin embargo condenada a desaparecer. Aunque también había indígenas en la zona rural de Minnesota donde Curtis había pasado su infancia, su cultura tradicional ya había prácticamente desaparecido. Con los Blackfoot, entró en contacto por primera vez con una cultura nativa relativamente inalterada por el hombre blanco.

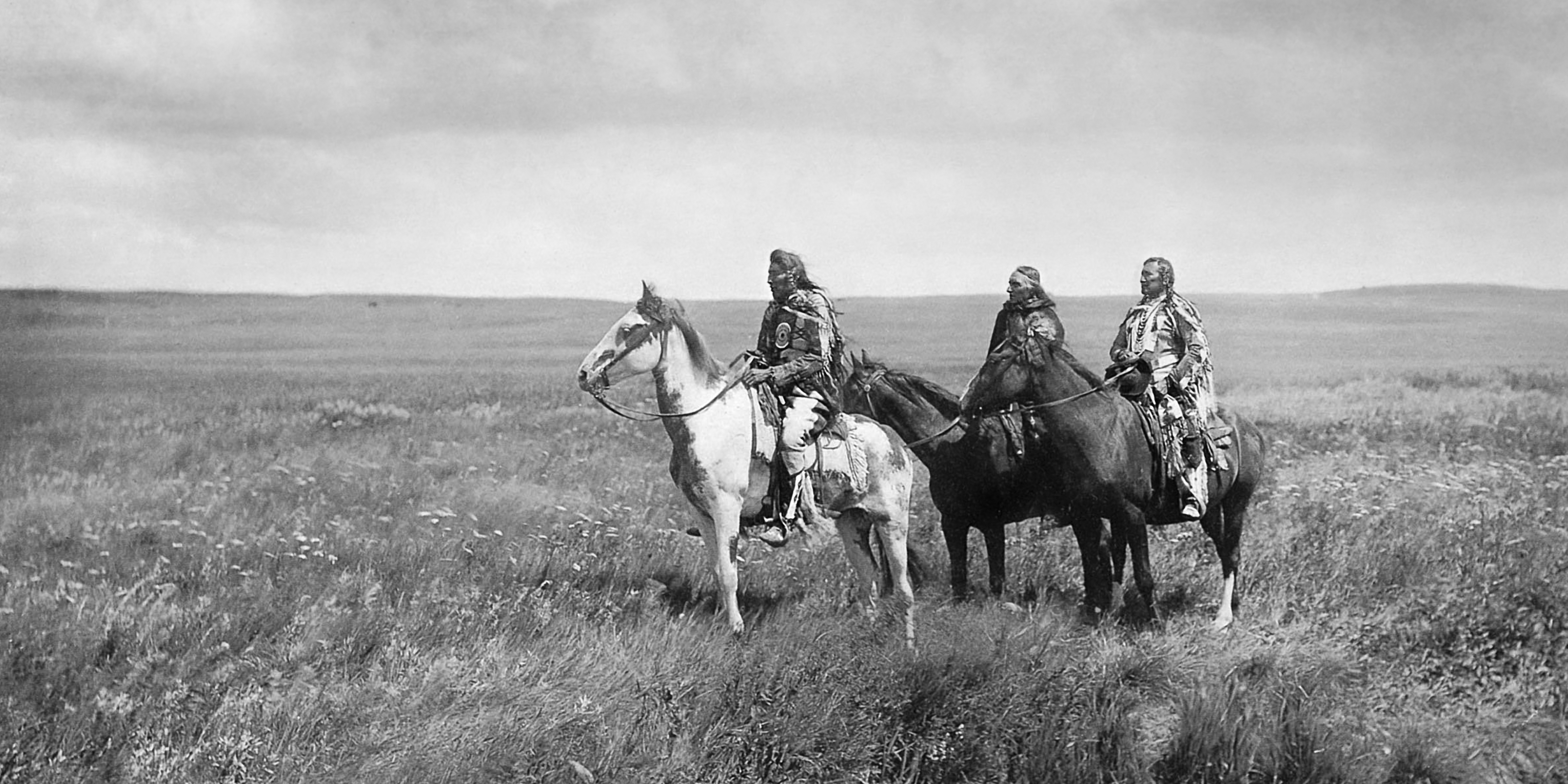
Tres jefes de la tribu piegan (pies negros).

Esta experiencia inspiró el proyecto de su vida: fotografiar todas las tribus existentes en el país, y recoger en una gran obra los testimonios de su cultura antes de que se perdiera para siempre. Enseguida lo puso en práctica, y pasó los veranos de 1901 a 1903 en el suroeste del país, con los navajos, los apaches y sobre todo con los hopis. Mientras tanto, su esposa, Clara, se quedó a cargo de los hijos y del estudio fotográfico. Curtis contaba con la venta de las fotos que hacía entre los indios para financiar sus campañas, pero a pesar de su éxito comercial, los ingresos estaban lejos de cubrir los gastos. Por otra parte, sus prolongadas ausencias afectaron la relación familiar.
Curtis buscó financiación para llevar adelante su proyecto. Se dirigió al Instituto Smithsoniano, pero los académicos desconfiaban de un hombre sin formación y con un proyecto desmesurado. Tampoco consiguió el apoyo de los editoriales, que consideraban la publicación demasiado costosa y difícil de vender.

### Mecenas

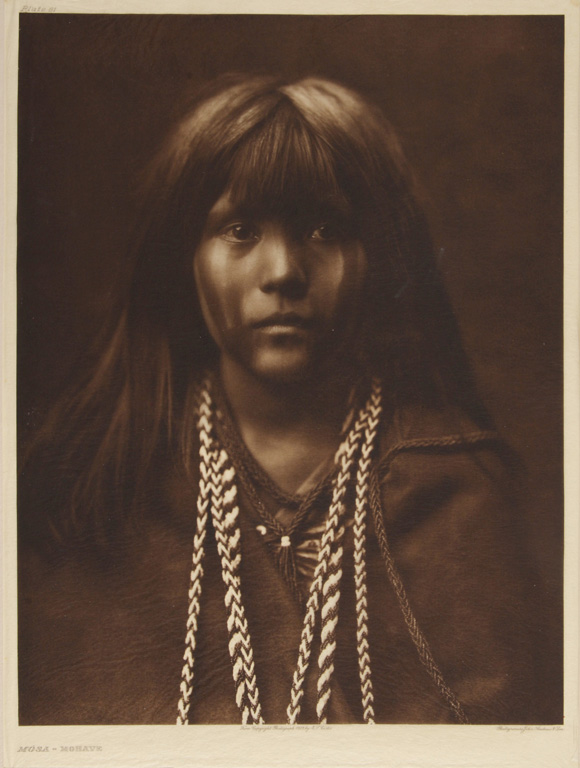
Mosa - mojave, 1903. Con esta fotografía de una joven de la tribu mojave Curtis consiguió apoyo financiero del magnate John Pierpont Morgan.

Finalmente, en 1906 atrajo el interés del magnate John Pierpont Morgan, considerado uno de los hombres más ricos del mundo. Este banquero y empresario era un gran bibliófilo y coleccionista de arte, y quedó seducido por una de las fotos de Curtis, una joven mojave. Morgan se comprometió a financiarlo, con la condición de que Curtis mismo escribiera los textos, y no un académico. La obra constaría de veinte volúmenes, se titularía The North American Indian, y el primer volumen, publicado en 1907, contó con un prólogo firmado por el Presidente Theodore Roosevelt. Sin embargo, Morgan financiaba el trabajo de campo, pero no la publicación, y tampoco le pagaba un sueldo, de forma que solo cubría el 35 % del coste de la obra.
Desde este momento hasta 1930, cuando se publicó el último volumen, Curtis se consagró a su obra, continuando con las estancias con los nativos por todo los Estados Unidos, incluyendo Alaska y parte de Canadá, además del trabajo con las fotografías y la redacción de los libros. Al mismo tiempo se desempeñó a buscar financiación suplementaria y a vender suscripciones de la obra. Pero en ambos lados se encontró con dificultades. Los potenciales compradores o patrocinadores sobrevaloraban la aportación de Morgan, y el patrocinio público de Morgan alejaba posibles inversores que no quisieron comprar réditos de imágenes, ya que quedarían en segundo plano. Por otra parte, el número de volúmenes y el coste de la obra le forzaron a orientarse hacia una clientela con medios, que se interesaba más a la obra como objeto de lujo que por su valor intrínseco, lo que hacía penosa la tarea para un hombre idealista y de origen humilde como él. Las dificultades se agravaron, especialmente entre 1914 y 1921, por las consecuencias económicas de la Primera Guerra Mundial. Durante todos los años que dedicó a la elaboración de The North American Indian, Curtis se vio abocado a una carrera agotadora contra el déficit crónico. El trabajo de campo, a pesar de que le apasionaba, conllevaba la dificultad de moverse por territorios difíciles, y no siempre era sencillo obtener la colaboración de los nativos, para los que, en palabras de George Bird Grinnell, «la ambición, el tiempo y el dinero no significan nada, pero un sueño, una nube en el cielo, o un pájaro que se les cruce en el sentido equivocado, tienen una gran importancia».
Además, sus viajes continuos complicaban la vida familiar. En 1906, para salvar la situación, Clara y los niños le acompañaron en Nuevo México, en el territorio navajo. Pero un incidente relacionado con un parto problemático, que los sabios de la tribu atribuyeron a las fotografías de Curtis, los obligó a huir. Finalmente, él y Clara se separaron en 1909.
En 1908, cuando trabajaba en el volumen sobre los sioux, Curtis recogió testimonios sobre el desenlace de la batalla de Little Bighorn, en la que murieron el general Custer y sus tropas. Tanto la versión de los sioux como la de los exploradores crow que habían trabajado para el ejército, y las observaciones del mismo Curtis escritos en el campo de batalla, desmentían la leyenda oficial en el que Custer aparecía como un héroe. Sin embargo, al hacer público sus descubrimientos, se encontró con el rechazo no solo de la viuda del general, sino también del ejército, de la opinión pública e incluso del presidente Theodore Roosevelt, que había apadrinado su obra.

### Cine documental y finalización de la obra
En 1911, para promover las suscripciones, montó un espectáculo audiovisual con linterna mágica, The Indian Picture Opera, con proyección de fotografías, lectura de textos sobre las culturas indígenas elaborados por el propio Curtis, con acompañamiento orquestal compuesto por Henry Gilbert, basándose en la música indígena. Hubo representaciones hasta finales de 1912 en una gira por las principales ciudades de Estados Unidos..
Curtis llevaría un paso más allá de este primer experimento. En 1912, con un barco comprado expresamente para la ocasión, hizo una expedición al territorio de los kwakiutl en Columbia Británica donde, además de las fotografías, hizo filmaciones. Al volver, fundó la Continental Film Company para producir su película documental titulada In the Land of the Headhunters (En el país de los cazadores de cabezas). La película se estrenó en Seattle y Nueva York en 1914, con gran éxito de crítica, pero debido a un litigio con el distribuidor, el rollo de película fue embargado. Curtis no pudo explotarla comercialmente, de forma que la película no solo no fue la fuente esperada de financiación de The North American Indian, sino que le debilitó aún más económicamente.
Por otra parte, en 1913 murió J. P. Morgan. Su hijo accedió a seguir financiando The North American Indian, pero al precio de quedarse con los derechos.
Ante sus continuos problemas financieros y patrimoniales, su hija Beth y Ella Mc Bride quisieron comprarle el estudio fotográfico, pero él no aceptó.
Clara se divorció de él en 1916. Curtis, arruinado, dejó Seattle y cercó unos años por los parques nacionales, con un contrato con el Servicio Forestal. En 1922 se instaló en Los Ángeles con Beth, su hija mayor. Abrieron un estudio fotográfico y Edward trabajó como fotógrafo y asistente de cámara en la cada vez más potente industria cinematográfica de Hollywood. Parece haber trabajado a las órdenes de Cecil B. DeMille y en las películas de Tarzán. Al mismo tiempo comenzó a estudiar las tribus de California. En 1924, de nuevo con dificultades financieras, vendió a la American Museum of Natural History los derechos de la película In the Land of the Head Hunters, por menos del 10 % de lo que había invertido.

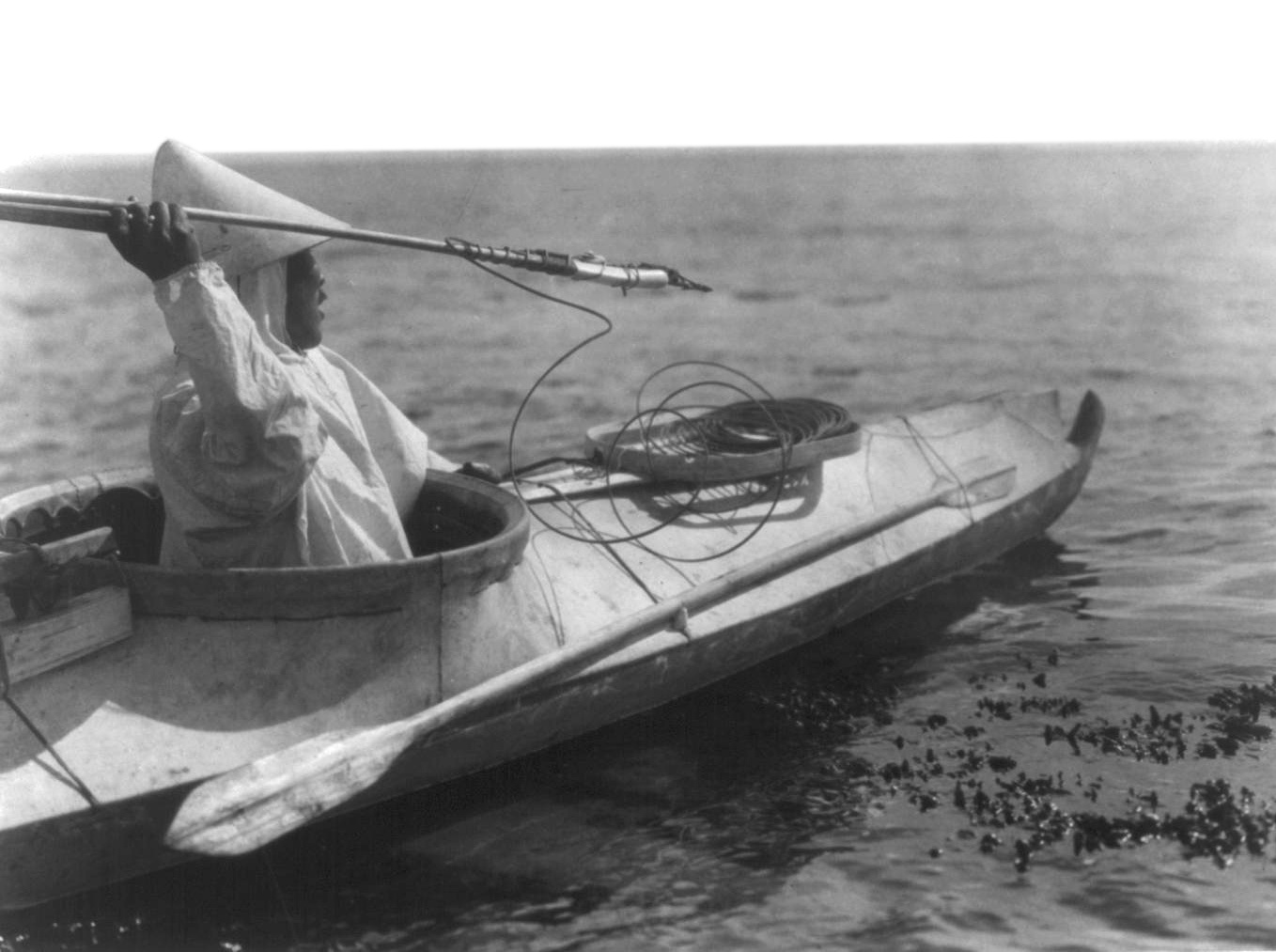
Cazador inuit a punto de lanzar su arpón.

En 1926, viajó a Oklahoma, donde se había concentrada forzosamente una cuarta parte de la población amerindia de los Estados Unidos. Curtis pudo comprobar el acelerado proceso de aculturación que habían experimentado. El año siguiente, organizó una última expedición en un pequeño barco que lo llevó, acompañado por Beth, en Alaska y hasta el Estrecho de Bering, para estudiar los esquimales. El resultado no podía presentar mayor contraste: encontró los únicos nativos que aún vivían con plenitud su cultura tradicional.
De vuelta al puerto de Seattle fue detenido por no haber pagado durante años la pensión a Clara. En el juicio demostró que, aparte de su obra, que no le producía ninguna ganancia, solo tenía deudas.
Durante la Navidad de 1927, su hija Florence reunió la familia en su casa en Oregón por primera vez desde la separación de Edward y Clara. La hija menor, Katherine, que vivía en Seattle con Clara, no había visto a su padre durante trece años.
En 1929, justo antes de la Gran Depresión, Curtis logró terminar el último volumen, que se publicó el año siguiente.
A partir de entonces, con más de sesenta años y con la salud afectada por los viajes y las estrecheces económicas, fue dejando el estudio fotográfico de Los Ángeles en manos de Beth. Dedicó su tiempo a buscar oro, incluso proyectando un viaje a las minas de Sudamérica, y a operar una pequeña granja. También escribió suficiente material para una memoria, que no se llegó a publicar, mientras su obra caía en el olvido del público.
Clara murió en 1932, y Katherine se trasladó a California. En 1947, Edward Curtis se fue a vivir en la casa de Beth y su marido en Whittier (Los Ángeles). Murió de un ataque al corazón en 1952, a la edad 84 años. Fue enterrado en Forest Lawn Memorial Park en Hollywood Hills.

## Obra etnográfica

### The North American Indian
The North American Indian consta de veinte volúmenes ilustrados con fotografías, cada uno acompañado de un portfolio con fotograbados adicionales. Los volúmenes están organizados por tribus y áreas culturales, y abarcan el territorio de Estados Unidos desde las Grandes Llanuras al Pacífico, la costa oeste de Canadá y Alaska. El conjunto contiene 4000 páginas de texto ilustradas con 1500 fotografías y 700 fotografías adicionales de gran formato en los portfolios.
El proyecto, tal como pactado con J. P. Morgan, se debía realizar en cinco años y se habían de imprimir 500 ejemplares, de los cuales 25 eran para el mecenas. Finalmente, la labor se prolongó veinticuatro años, y se imprimieron 272 juegos, de los que se conservaron 220 en instituciones públicas o privadas de Europa y Estados Unidos. Actualmente son íntegramente consultables en la web de la Northwestern University.

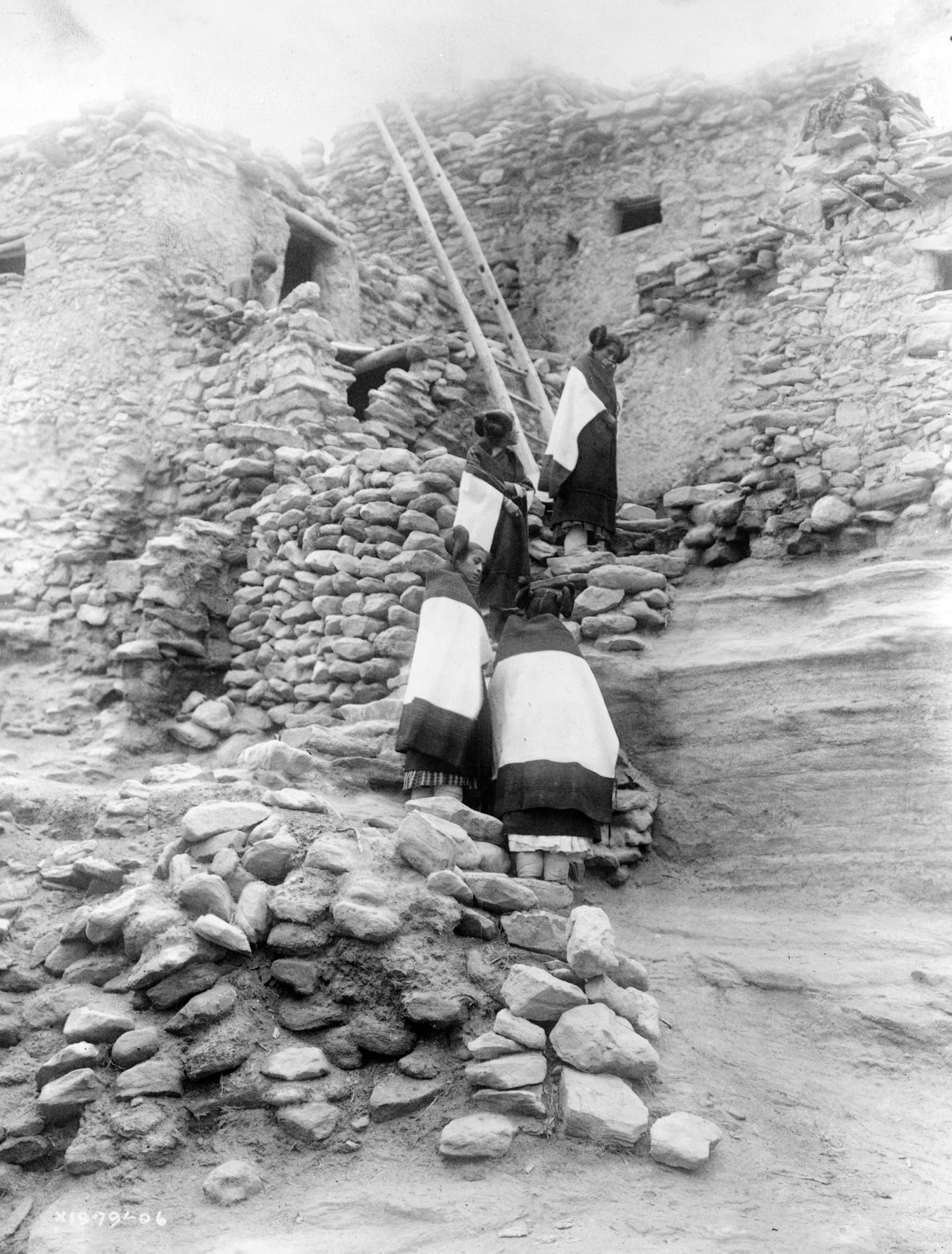
Casas de los hopi, «colgadas» sobre el risco.

La aportación financiera de J. P. Morgan se destinaba exclusivamente al trabajo de campo, y se concretó en la fundación de la compañía The North American Indian, Inc. Curtis era el director y la imagen conocida por el público, pero pudo contratar un equipo de composición variable. Entre sus miembros y colaboradores destacan el periodista William E. Myers, responsable de la mayor parte de la tarea de redacción del texto, el antropólogo Frederick Webb Hodge, del Instituto Smithsonian y una de las máximas autoridades de su tiempo en la materia, así como ayudantes indígenas para el trabajo de campo como A. B. Upshaw, de la tribu de los crow, George Hunt, de la costa noroeste, Sojero, de los pueblo y el inuit Paul Ivanoff. Curtis contó también con apoyos económicos menos importantes por parte de personalidades como el presidente Theodore Roosevelt, Andrew Carnegie y las casas reales de Inglaterra y Bélgica.
Para la obra, Curtis realizó unas 40.000 fotografías y cerca de 10 000 grabaciones de lenguas y músicas en cilindros de cera. Visitó unas 80 tribus, pasando allí temporadas largas, integrándose en la medida de lo posible en su ritmo de vida, y con una gran disposición a escuchar y a esperar el tiempo necesario para obtener respuestas. Su actitud marcadamente diferente de la de los habituales misioneros o agentes del gobierno, le valió el respeto de los nativos, que le llegaron a poner nombres como «El cazador de sombras», por sus fotografías, o «El hombre que duerme sobre su aliento», por el colchón inflable que le servía de cama. Estableció relaciones especialmente cordiales con los hopi de Arizona y con los kwakiutl de Columbia Británica.
Curtis era muy consciente, tal como reflejan sus escritos, que retrataba una forma de vida que desaparecía día a día, y eso le impulsó a trabajar incansablemente y con un déficit económico constante. Por el mismo motivo, se esforzó en numerosas ocasiones a registrar más bien un pasado ya extinguido que la realidad del presente. Así, retocó fotos para eliminar objetos modernos, tales como relojes, sombrillas, herramientas, carros, etc. También fotografió representaciones de ceremonias que ya no se llevaban a cabo, o disfrazó a nativos para representar miembros de otras tribus. De ahí que algunas fotografías contienen anacronismos o incongruencias. A pesar de estos errores metodológicos, atribuibles en parte a la mentalidad de su tiempo, y algunas conclusiones precipitadas de sus textos, The North American Indian es considerado un documento excepcional por su extensión y por la calidad y humanidad de sus imágenes.

### In the Land of the Head Hunters

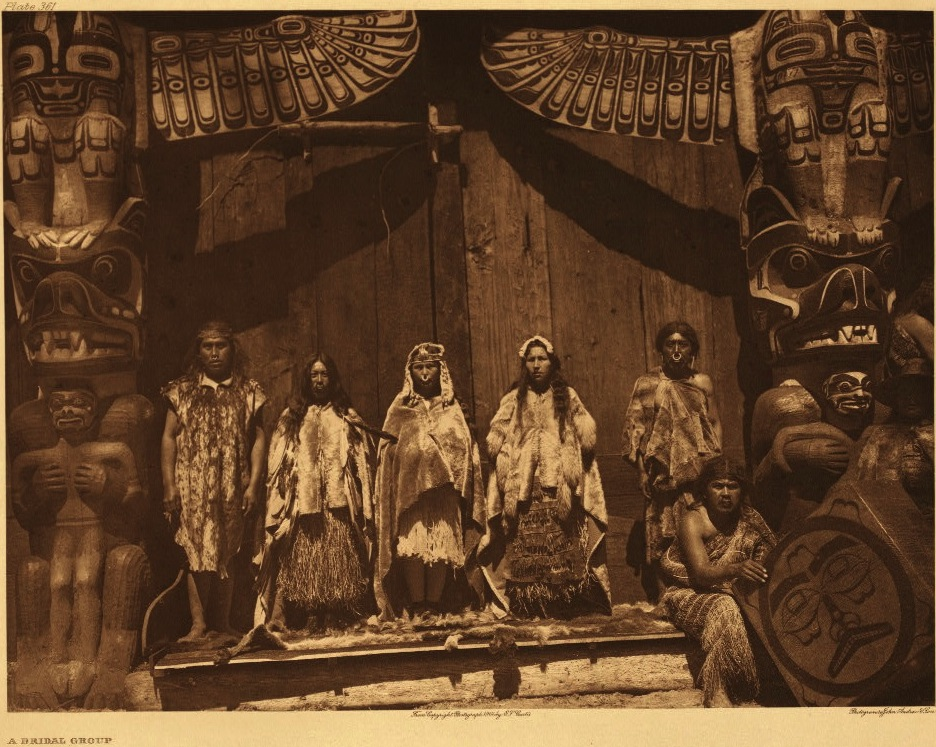
Potlatch kwakiutl con ocasión de una boda; la novia se encuentra en el centro (foto incluida en The North American Indian).

In the Land of the Head Hunters (En el país de los cazadores de cabeza) es una película muda con una duración de 1h 05', considerado un documental a finales de la década de 1970. Fue realizado entre los años 1912 y 1914, ocho años antes de la película Nanook of the North (Nanuk, el esquimal) de Robert Flaherty, a menudo considerada el primer largometraje documental de la historia. Ninguna de las dos, sin embargo, responde al criterio actual de documental, ya que en realidad son docuficciones, historias dramáticas imaginadas, que buscan un equilibrio entre la voluntad de reflejar una determinada realidad —en este caso la cultura amerindia y los paisajes donde se desarrollan— y la satisfacción de los gustos del público en cuanto a dramatismo y espectacularidad. En este equilibrio suelen cometerse algunos errores y mistificaciones. De hecho el filme de Curtis lleva el subtítulo Indian epic drama of the Northern Sea. (drama épica indígena del mar del norte).
In the Land of the Head Hunters cuenta una historia de amor, guerras y aventuras, protagonizada por un joven guerrero kwakiutl y una joven de una tribu enemiga, que está prometida a un poderoso brujo. Sin embargo, Curtis, a diferencia de numerosas películas de western o de indios de su época, quería hacer un filme real. Así, a pesar del guion de concepción occidental, se filmó en escenarios reales, en el territorio kwakiutl y empleando como actores únicamente miembros de esta tribu.
Como The North American Indian, Curtis intenta reflejar la cultura kwakiutl previa al contacto con el hombre blanco y, en consecuencia, no muestra su modo de vida en gran parte occidentalizado, y se abstiene de mencionarlo explícitamente. Encargó a los kwakiutl de construir cabañas, tótems y máscaras con las técnicas y estilos previos al contacto con los blancos. Además incluye rituales y costumbres abandonados, que fueron reconstruidos por los propios kwakiutl, quizá reinventándose parcialmente: como la ceremonia que da nombre al filme, la caza de cabezas, o las escenas de brujería. También atribuye a los kwakiutl prácticas balleneras prestadas de otros grupos étnicos. Por otra parte, sin embargo, recoge cuidadosamente otros aspectos de su cultura, especialmente el arte y las danzas ceremoniales. Además, realizó cerca de 2000 grabaciones en cilindros de cera de las canciones kwakiutl, y les proporcionó al compositor del acompañamiento musical, que durante el estreno fue interpretado por una orquesta en directo. Sin embargo, solo una escasa fracción de este material fue finalmente incluida en la partitura.

### Reconocimiento y crítica

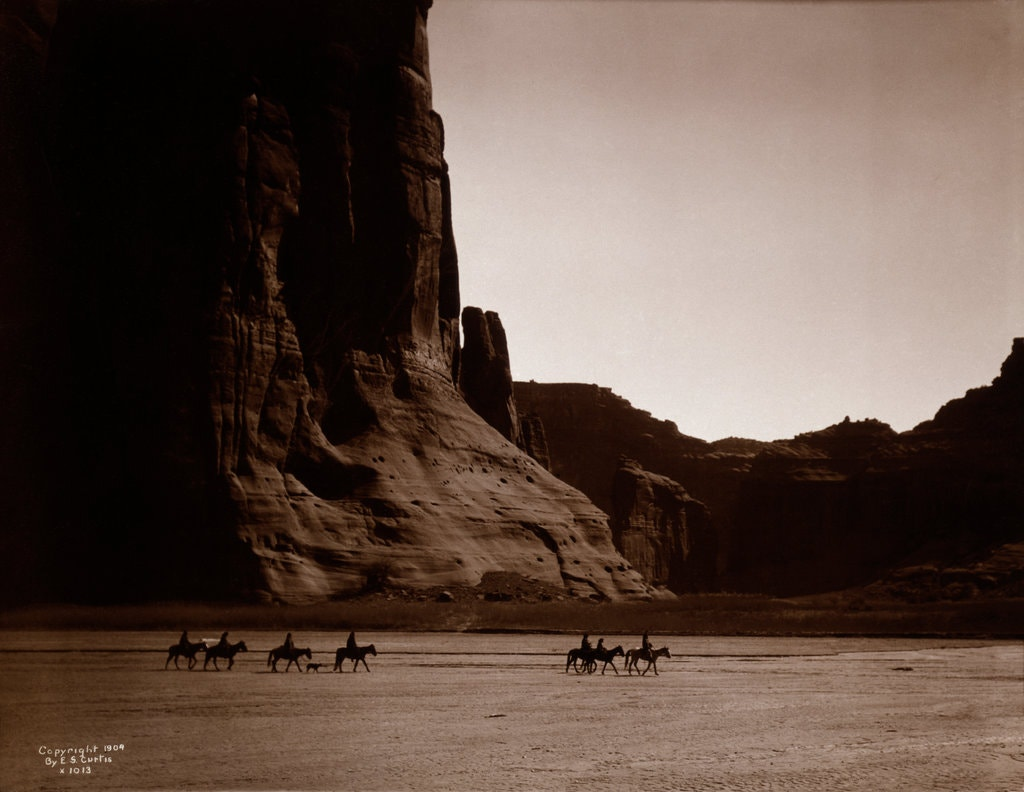
Cañón de Chelly - Navaho, 1904

La obra de Edward Curtis coincidió con un interés renovado de los ciudadanos de los Estados Unidos por los nativos —y también por la epopeya de la conquista del Oeste que en la práctica había finalizado con la conexión por ferrocarril de las costas del Atlántico y Pacífico—, lo que se reflejó en los periódicos, la literatura y los espectáculos, como el de Buffalo Bill. En este momento aparece una visión mitificada de los pueblos nativos que coexiste con la percepción del indígena como un ser agresivo e incompatible con la nueva sociedad americana.
La magnitud de su proyecto, su actividad pública buscando financiación y suscripciones, y el apadrinamiento de personalidades como el presidente Roosevelt le aportaron notoriedad y reconocimiento como autoridad de máximo nivel sobre los nativos, a pesar de que su falta de formación académica le valió también críticas y escepticismo por parte de etnólogos profesionales. A partir de los años 1930 su obra cayó en el olvido. sin embargo, en la década de 1970, las fotografías fueron redescubiertas y adquirieron una nueva popularidad, sobre todo por motivos estéticos. Y posteriormente el conjunto de su obra ha sido revalorizada por los antropólogos y otros expertos.
Si por un lado hay aspectos cuestionables a nivel metodológico, por otra constituye una recopilación vastísima de datos obtenidos directamente de las últimas generaciones de nativos americanos que aun recordaban los tiempos con poca influencia del hombre blanco.
Ocasionalmente, Curtis retocó fotografías para eliminar objetos modernos y fotografió y filmó escenas montadas, a veces por miembros de tribus diferentes a las que representaban. También obtuvo que los nativos realizaran ceremonias en un contexto o un momento distinto del previsto. Esto a veces daba pie a falseamientos de los que no era consciente. Es el caso de la ceremonia Yebechai de los navajos, los danzadores la interpretaron en sentido inverso para proteger su carácter sagrado.
Estas alteraciones se deben a que su intención no era documentar la situación de principios del siglo XIX, sino rescatar, hasta donde fuera posible, una realidad preexistente. Por otra parte, parece que Curtis tenía escrúpulos respecto a las posibles consecuencias de la celebración de ceremonias sagradas solo para la cámara o incluso por dinero.
Desde la óptica actual, se le critica una visión de las culturas y sociedades indígenas como inferiores o retrasadas —por ejemplo, los compara con «criaturas» ante los «adultos» blancos—, cuyo destino tenía que ser, inevitablemente, la desaparición y sustitución forzosa por la cultura occidental. Hay que decir, sin embargo, que esta idea no venía sólo de las políticas gubernamentales, sino que también era compartida por parte de la comunidad científica, de los artistas e incluso los reformadores humanitarios y las organizaciones de apoyo a los nativos.
No obstante, también se puede apreciar en él un sentimiento de comunión con estos pueblos, con los que convivió largas temporadas. Este sentimiento lo llevó a comprometerse en un proyecto desmesurado, en el que ponía en riesgo el bienestar que había conseguido como fotógrafo, un hecho del que era muy consciente, como lo muestran sus cartas.
Por otra parte, sus escritos muestran también la evolución de sus ideas, que le llevaron a pronunciarse contra los malos tratos a los nativos y la «política india» del gobierno, que ya no consideraba inevitable, sino deliberada.

## Obra fotográfica
Si bien Edward Curtis es sobre todo conocido por el aspecto etnográfico de su obra, una parte considerable del interés de sus fotografías radica en su calidad artística. Estos dos aspectos pueden potenciarse mutuamente y también, como se señaló anteriormente, llegar a entrar en contradicción. Así, si los académicos tienden a restar valor científico a su obra, la historia de la fotografía tampoco la tiene muy en cuenta por considerarla más etnográfica que artística. La causa es en gran parte la actitud del propio Curtis, que mientras se dedicaba a The North American Indian, no frecuentaba los salones ni los certámenes fotográficos, aunque los clientes posteriores de su obra estuvieron más interesados por motivos coleccionistas y estéticos, que científicos.
Como fotógrafo, Curtis destacó tanto a nivel artístico, relacionado con la corriente pictorialista, como por su exploración de técnicas de reproducción fotográfica.

### Trayectoria
Ya a los doce años, y sin estímulos evidentes en el entorno rural y pobre en el que se crio, Edward Curtis mostró una gran pasión por la fotografía. Aprendió la técnica por cuenta propia con una cámara construida por él mismo y, una vez instalado en Seattle, aprovechó el hecho de que por primera vez en la vida gozaba de una cierta seguridad económica para lanzarse de lleno a esta actividad, en la que destacó rápidamente. Se puede distinguir tres etapas en su carrera como fotógrafo.
- Periodo inicial (1892-1899): Actividad profesional centrada en el estudio fotográfico compartido con Thomas Guptill en Seattle. Su fuente de ingresos principal es el retrato de estudio, pero cultiva también la fotografía de paisajes y montaña en los estados de Washington, Oregón y Alaska y, más adelante la fotografía de interés documental, social y humano: actividad urbana, mineros en ruta al Klondike, indígenas locales. Con estos temas obtiene también éxito comercial y galardones en concursos profesionales, incluso a nivel nacional. Sigue la corriente pictorialista, y esta nueva estética marcará su etapa posterior de trabajo con los nativos americanos. En este periodo se inscriben las fotografías realizadas en la expedición Harriman en Alaska, en el que comenzó a interesarse por los nativos en su entorno, pero también son muy numerosas las imágenes paisajísticas y de interés geográfico.[6]

- Periodo intermedio (1900-1915): Centrado casi exclusivamente en la producción de The North American Indian. Paralelamente, y al servicio de este objetivo, publica fotografías de nativos americanos en revistas y periódicos,[6] y exploró nuevos medios de expresión: las proyecciones audiovisuales con linterna mágica (The Indian Picture Opera) y el cine. Sus primeras filmaciones con nativos estadounidenses datan de 1901[6] y culminan en 1914 con el largometraje In the Land of the Head Hunters. Experimenta con técnicas de reproducción fotográfica y destaca especialmente por la mejora del proceso conocido como Orotone o Gold tone.[6]

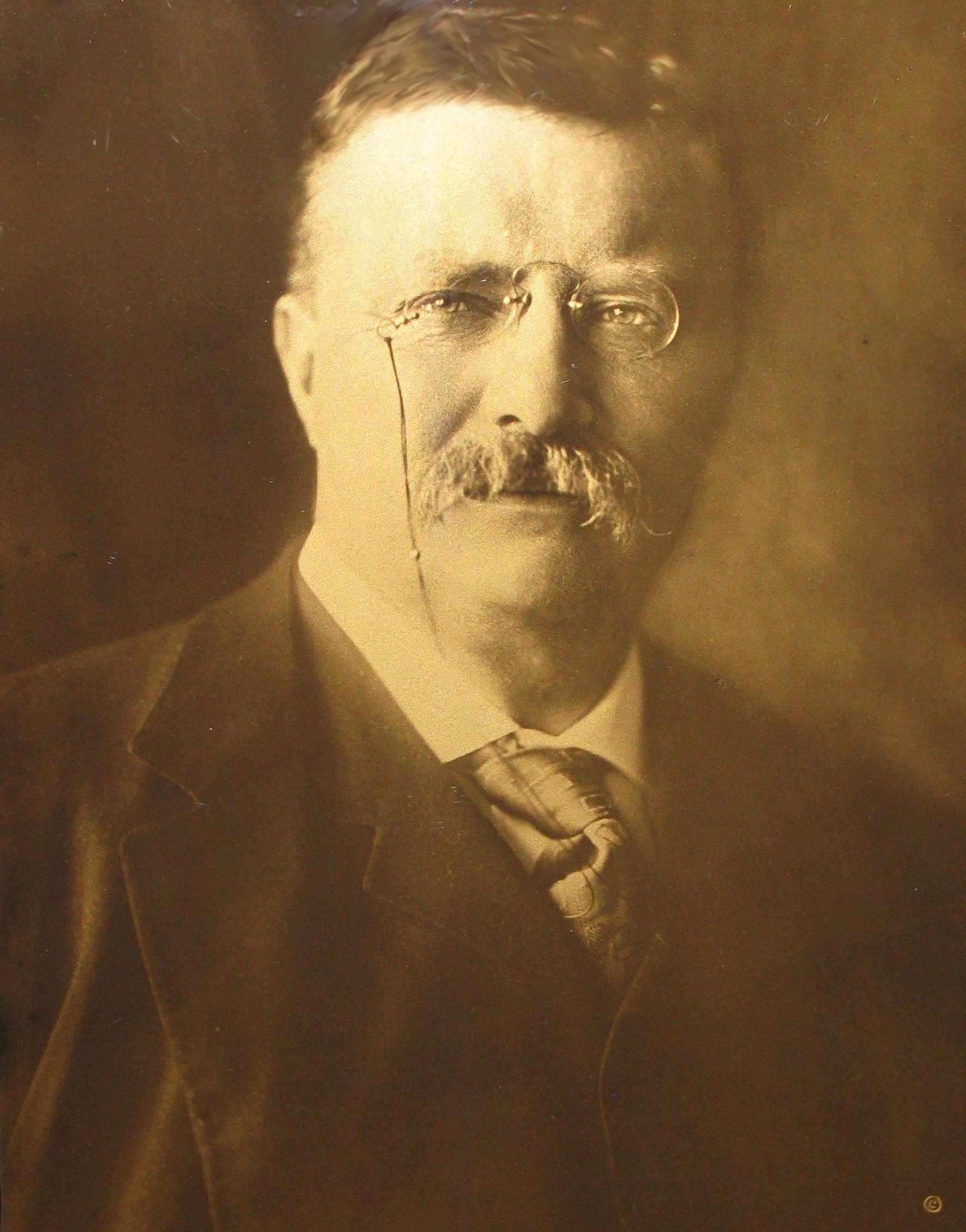
Presidente Theodore Roosevelt, orotone de E. S. Curtis, 1904

- Periodo final (1916-1930): Mientras termina The North American Indian, hace trabajos paralelos para vivir. Por una parte en la industria cinematográfica de Hollywood, mayoritariamente en fotografía fija pero también como operador de cámara. Por otra parte trabaja también en su estudio de Los Ángeles, que comparte con su hija Beth. En el estudio experimental con técnicas y realiza series artísticas, como la Aphrodite series de desnudos femeninos.[6] Después de esta etapa y hasta su muerte no vuelve a fotografiar seriamente.

### Técnicas de reproducción
Edward Curtis daba mucha importancia a la calidad de sus reproducciones, tanto a nivel de la técnica utilizada como la calidad del soporte. Este fue uno de los factores del encarecimiento de la producción de su obra sobre los indígenas.
La mayor parte de sus trabajos utilizan la técnica del fotograbado: es el caso de The North American Indian, destacando las imágenes de gran formato recogidas en los célebres portfolios.
Trabajó también la impresión sobre papel con gelatina de plata, con tonos sepia, sin tono (blanco y negro) o con tonos azules. Este último es el caso de la serie Aphrodite y de numerosas fotos fijas para los estudios de Hollywood. También utilizó emulsiones de platino y soportes de vidrio.
También empleó con profusión la técnica de la cianotipia, que produce imágenes tintadas de azul, a menudo como prueba de campo de las imágenes destinadas a The North American Indian.
Curtis destacó en la utilización y mejora de la técnica de reproducción fotográfica conocida como Orotone o Gold Tone. Consiste básicamente en una impresión en positivo de una emulsión de gelatina de plata sobre soporte de vidrio en lugar de papel. Una vez revelada, la imagen se cubre con una capa protectora a base de aceites y pigmento de oro. Para evitar la rotura del soporte de vidrio la imagen se enmarca en el origen. El interés de esta técnica, además de los tonos dorados, es que la translucidez del soporte da a la imagen una luminosidad y una sensación de profundidad que no se puede obtener con papel.
A principios del siglo XX, los Orotones estuvieron muy de moda como objetos artísticos. Curtis destacó en la aplicación de esta técnica, hasta el punto de que el nombre comercial de Curt-Tones que adoptó para los orotones de su laboratorio, acabó designando también esta técnica.

## Colecciones de la obra de Curtis
- Curtis Library en la Northwestern University. Los veinte volúmenes completos de The North American Indian, incluyendo los portafolios de fotograbados de gran formato, están disponibles en internet. La publicación en línea de la obra fue en gran parte financiada por el Museum and Library Services.

- Archivo Curtis en la biblioteca del Congreso. La Prints and Photographs Division Curtis collection reúne más de 2400 fotografías impresas con gelatino-bromuro, una parte de ellas de color sepia, obtenidas de los negativos sobre vidrios originales de Curtis. Muchas incluyen el número de archivo de Curtis o el del negativo en la esquina inferior izquierda de la imagen. La Biblioteca del Congreso de Estados Unidos las adquirió durante el periodo 1900-1930 a través del depósito del registro de derechos de autor, por lo que las fechas que figuran indican cuando se registraron y no cuando se tomaron. Dos tercios (1608) de estas imágenes no se incluyeron en The North American Indian. Los negativos, guardados durante años en los depósitos de la biblioteca de J. P. Morgan en Nueva York, se dispersaron durante la Segunda Guerra Mundial.

- Archivo Charles Lauriat. En 1935 los herederos de J. P. Morgan vendieron los derechos y el material que poseían de The North Amerincan Indian a la tienda de libros raros de Charles E. Laurel, en Boston.[2] Los remanentes no comercializados por Laurel fueron descubiertos en sus almacenes en 1972 por Karl Kernberg de Santa Fe (Nuevo México): unos 285.000 fotograbados originales y sus planchas de cobre que forman este archivo, hoy propiedad de Kenneth Zerbe.[2]

- Peabody Essex Museum. El Dr. Charles Goddard Weld adquirió 110 fotos impresas que Curtis había hecho para su exposición de 1905-06. Posteriormente las donó a Peabody Essex Museum, donde aún se conservan. Estas copias son únicas y están en un estado de conservación excelente.

- Archivo de Música Tradicional en la Universidad de Indiana. Se conservan 276 de los cilindros de cera grabados por Curtis entre 1907 y 1913. Incluyen grabaciones de música de los siguientes grupos de nativos nortemaricanos: clayoquot, cowichan, haida, hesquiat y kwakiutl de la Colúmbia Británica; arapaho, cheyenne, cochiti, crow, klickitat, kutenai, nez percé, salish, shoshoni, snohomish, wishram, yakima, acoma, arikara, hidatsa, makah, mandan, paloos, piegan, tewa (San Ildefonso, San Juan, Tesuque, Nambé), y posiblemente dakota, clallam, twan, colville y nespelem del oeste de los Estados Unidos.

## Galería de imágenes

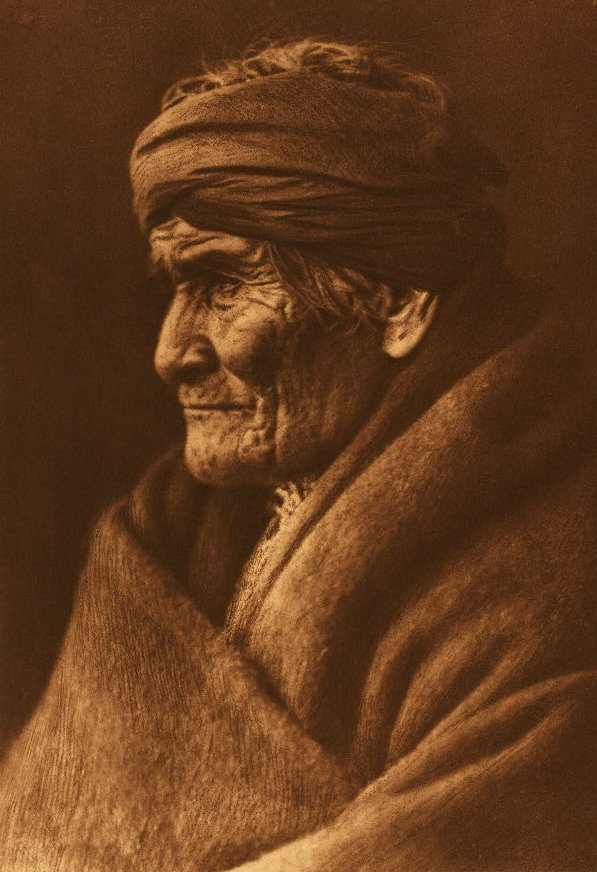
Gerónimo, célebre jefe apache, a los 76 años
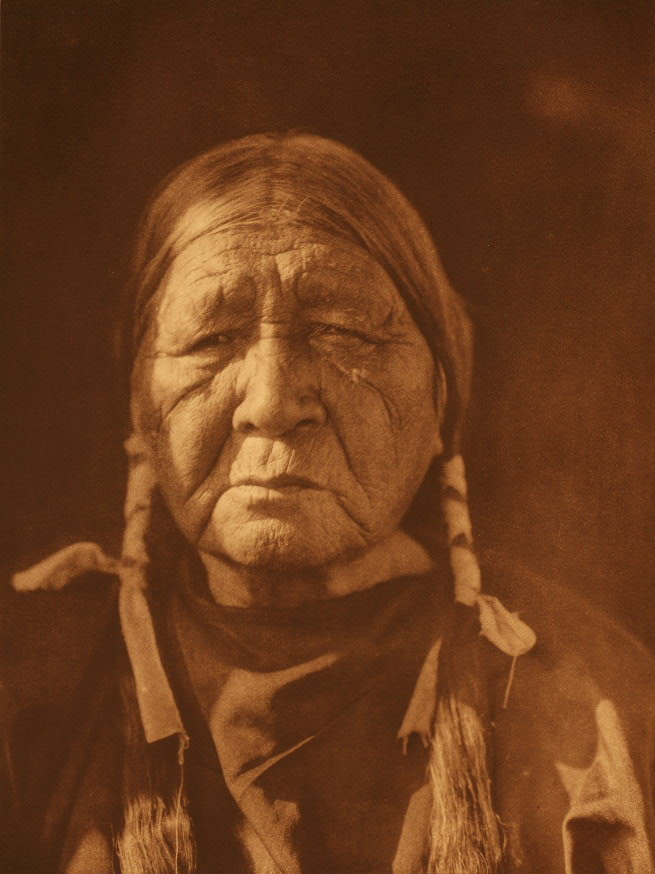
Uwat, mujer comanche
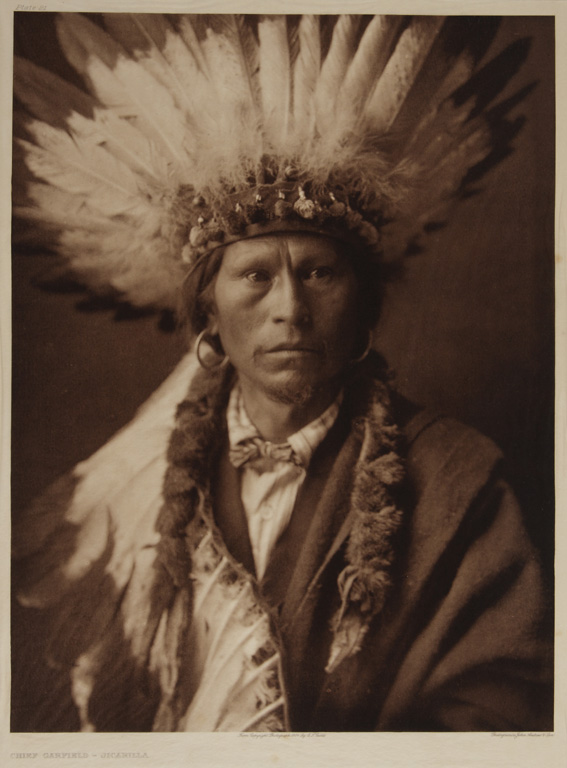
Jefe Garfield, jicarilla
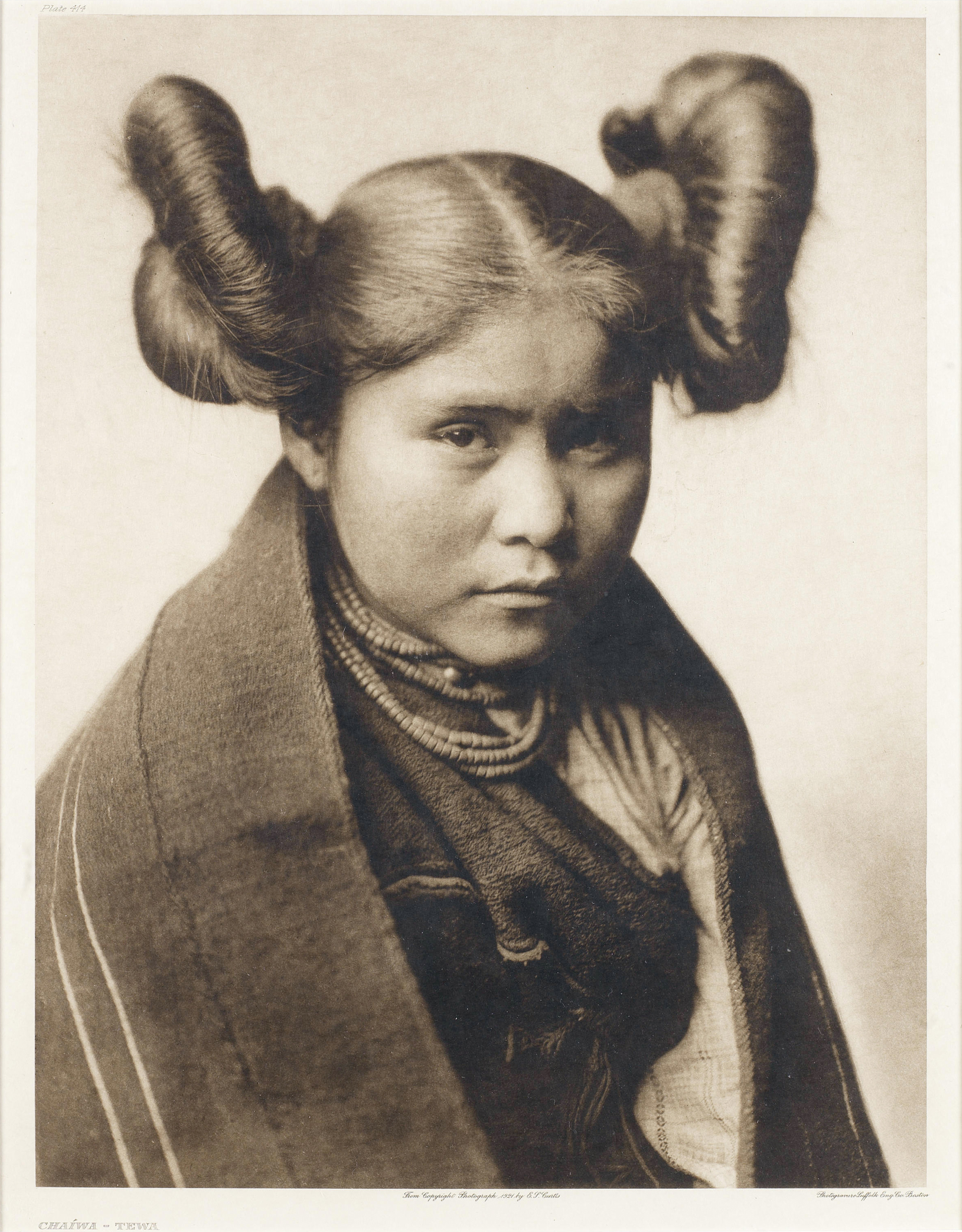
Chaiwa, mujer tewa
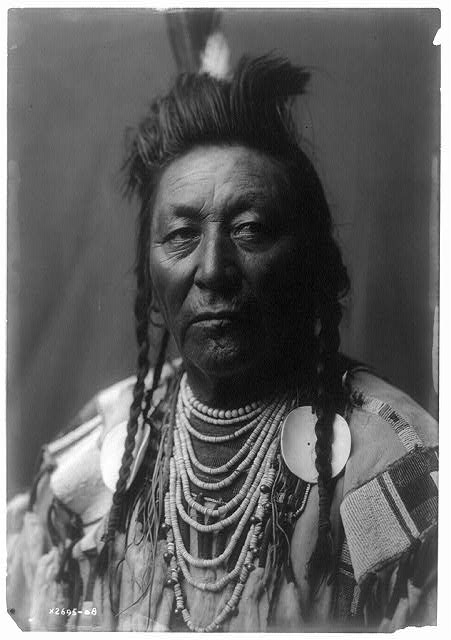
Plenty Coups (Muchos Éxitos), jefe crow
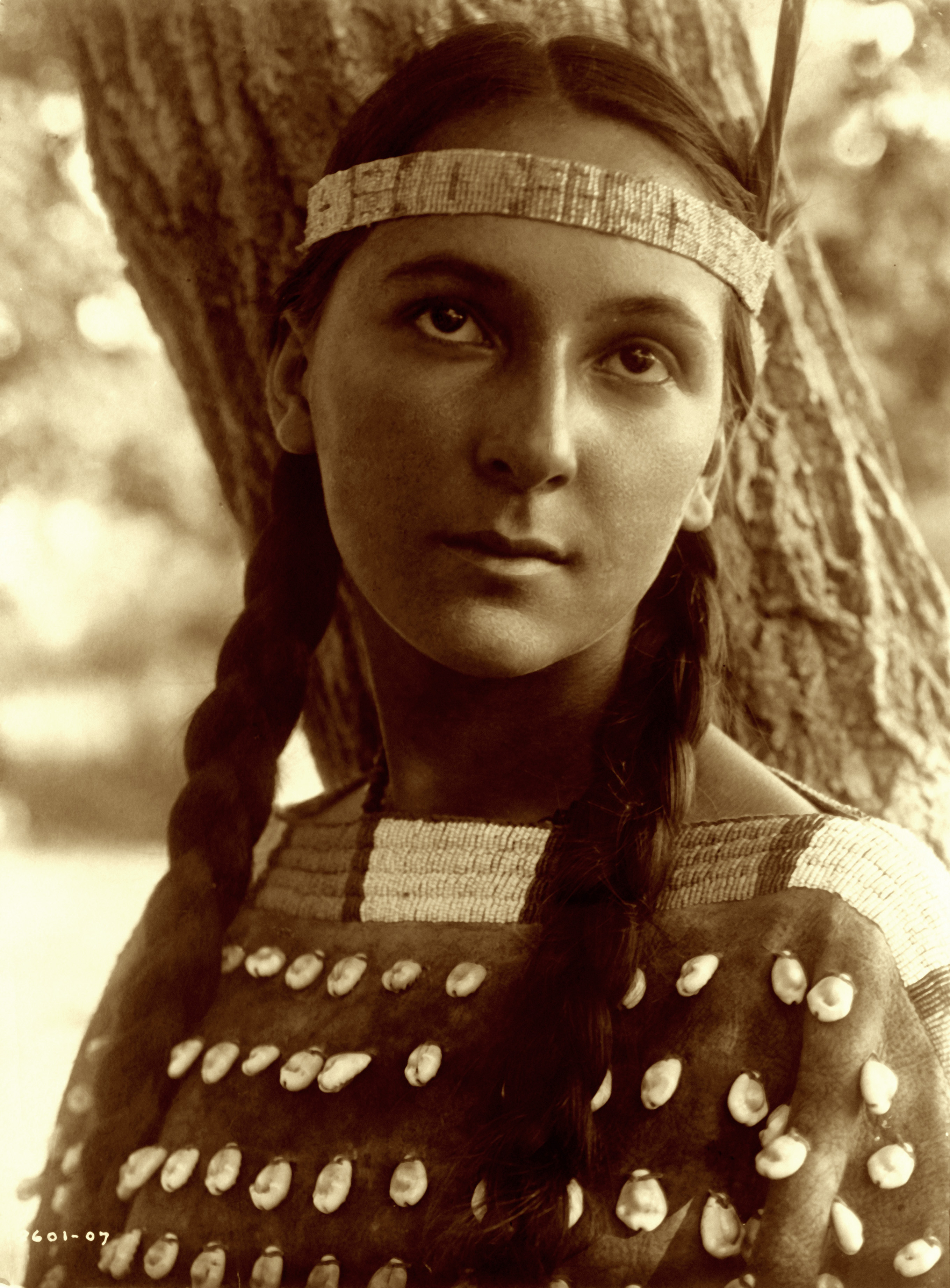
Lucille, sioux dakota
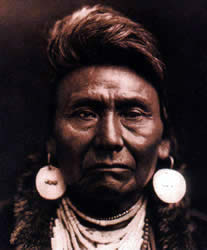
Chief Joseph, nez percé
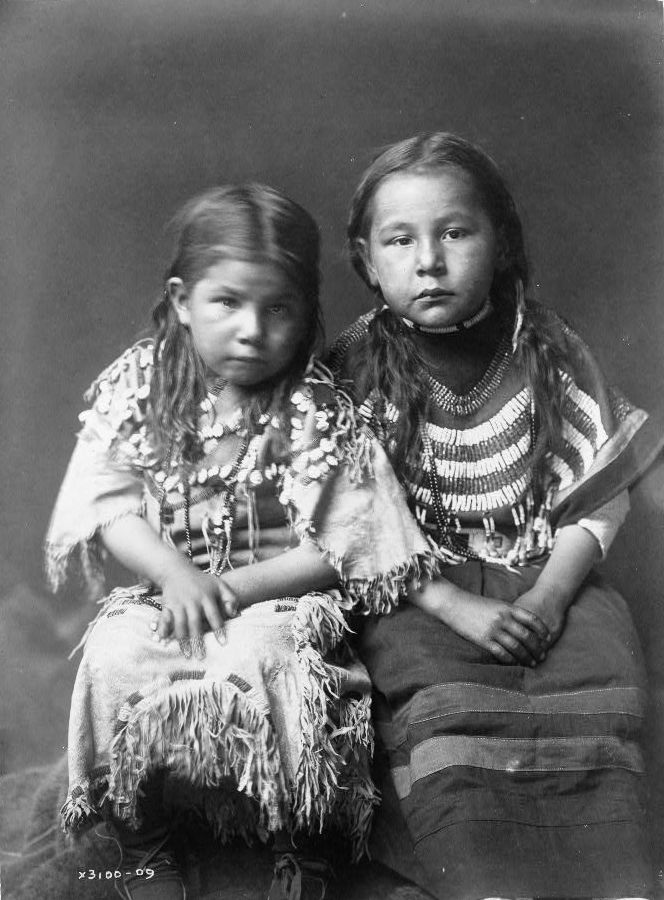
Las hijas del jefe Bull Shoe
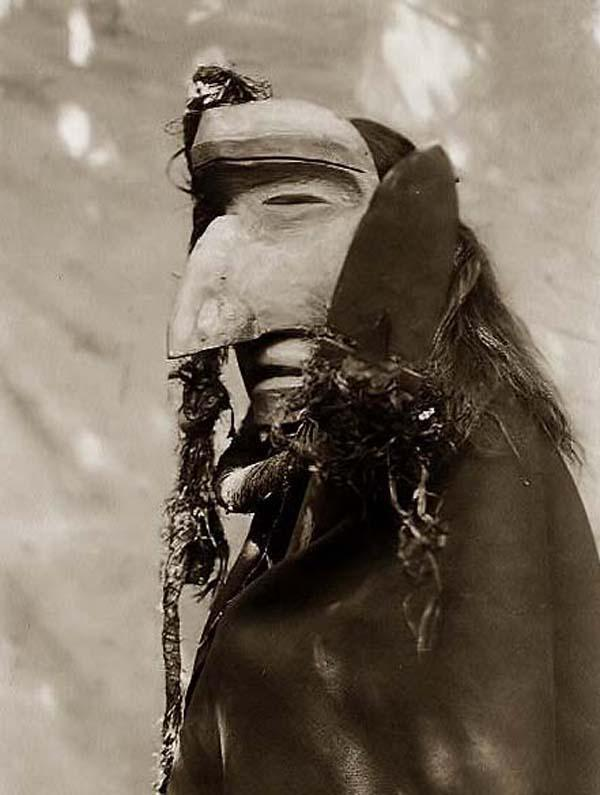
Máscara de la Danza de Invierno de los kwakiutl
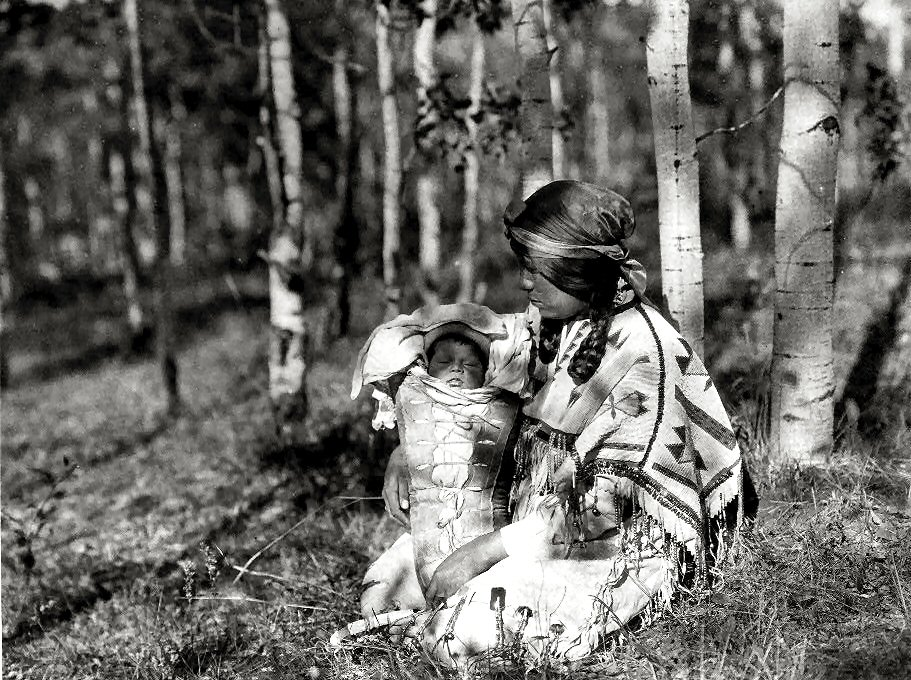
Madre assiniboine con su hijo
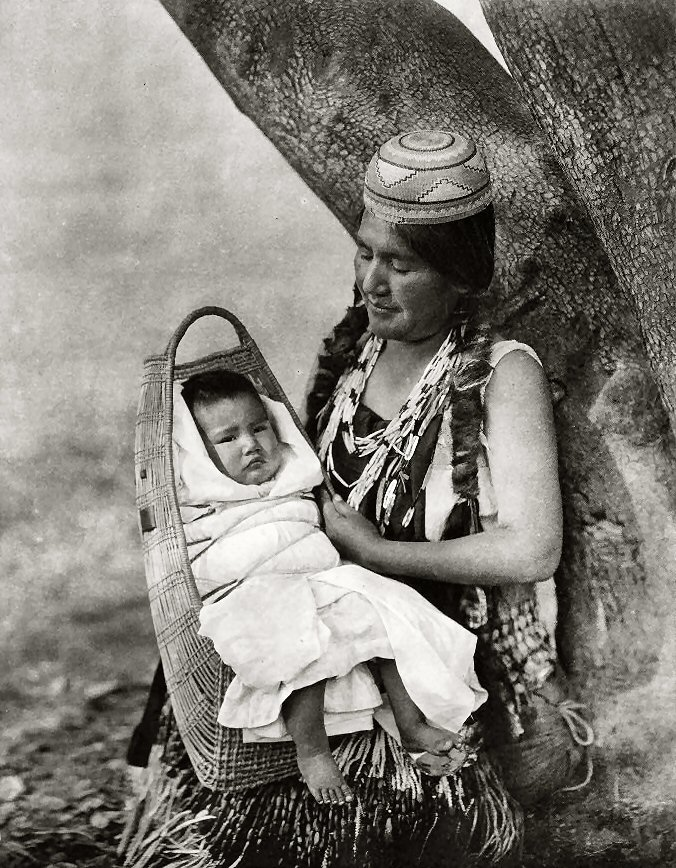
Madre hupa con su hijo
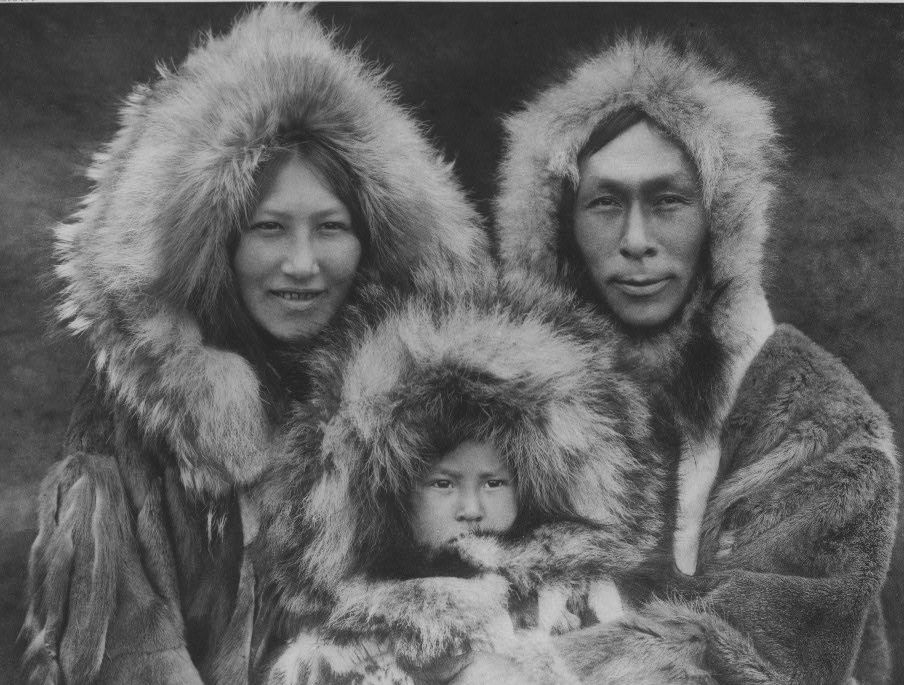
Familia inuit
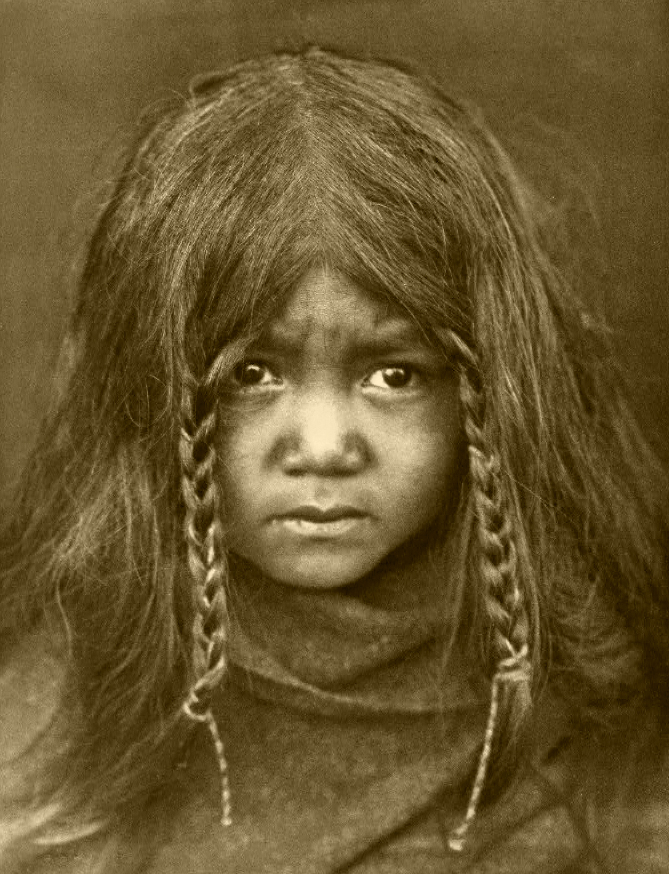
Niño salish
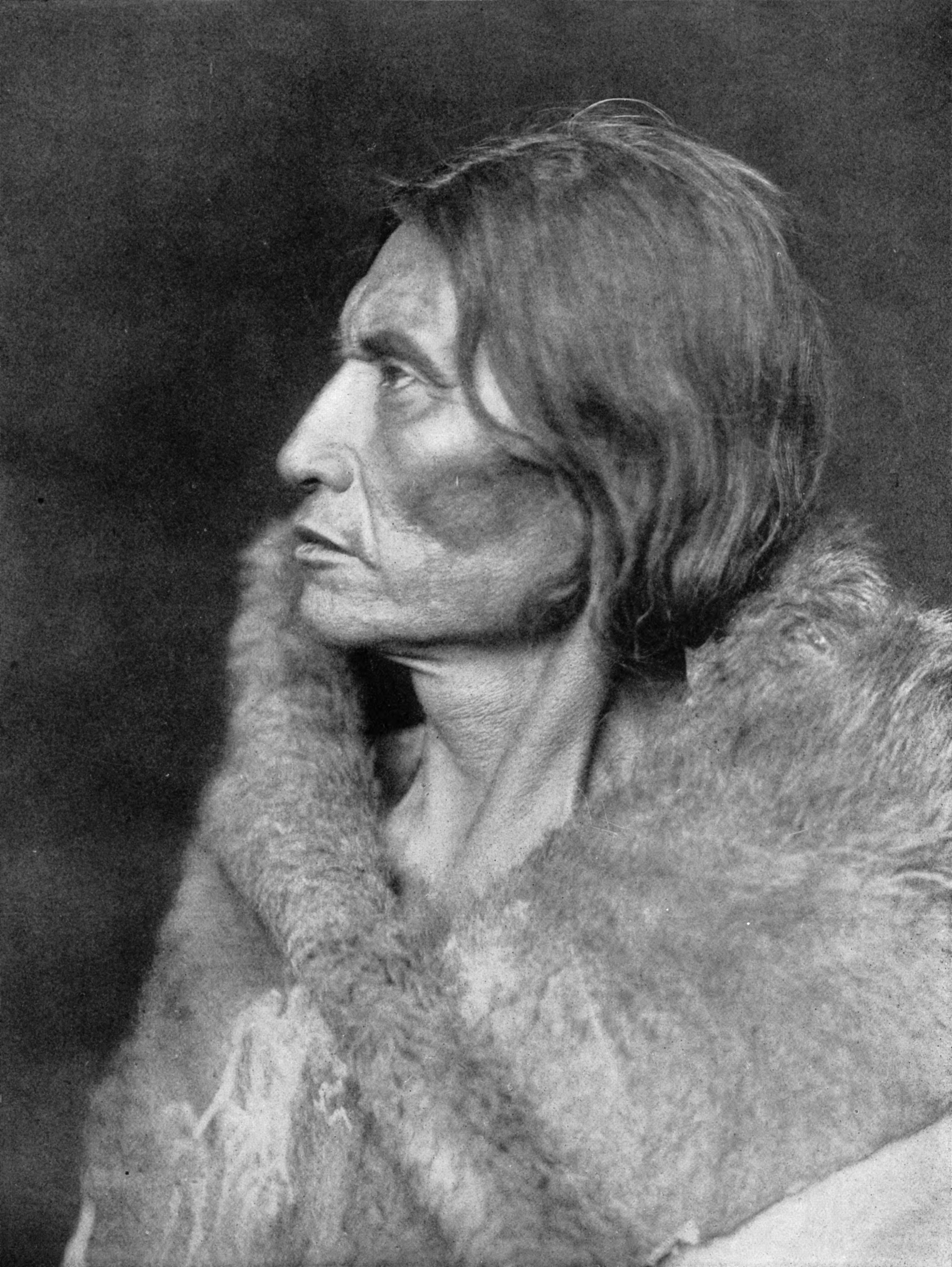
Anciano hualapai
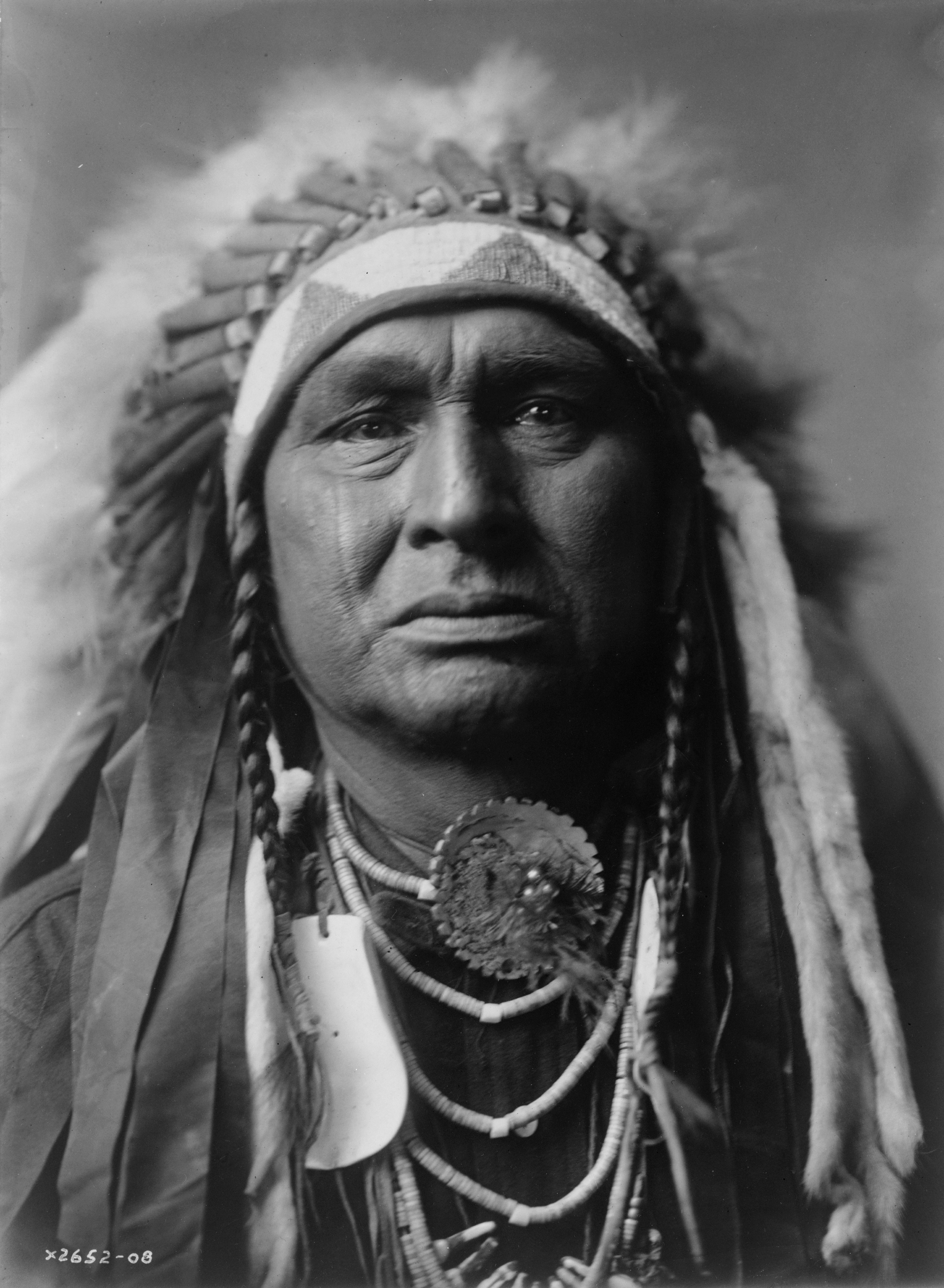
White-Man-Runs-Him, explorador crow en la campaña del general Custer
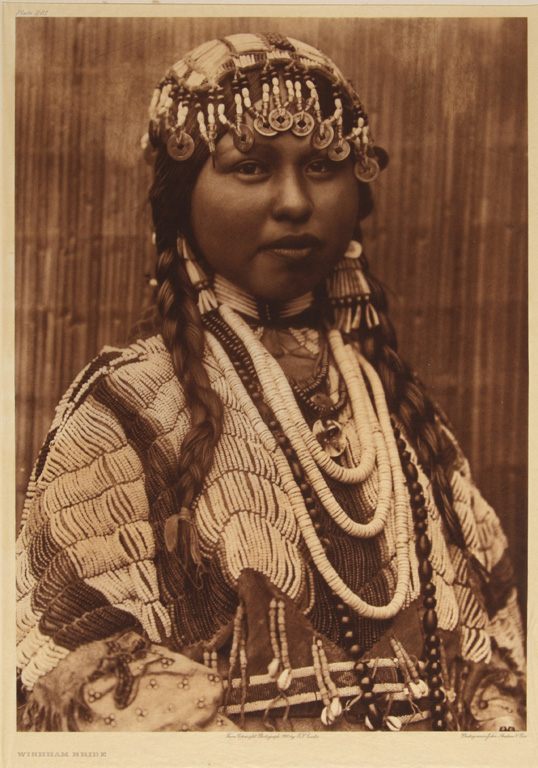
Novia wishram
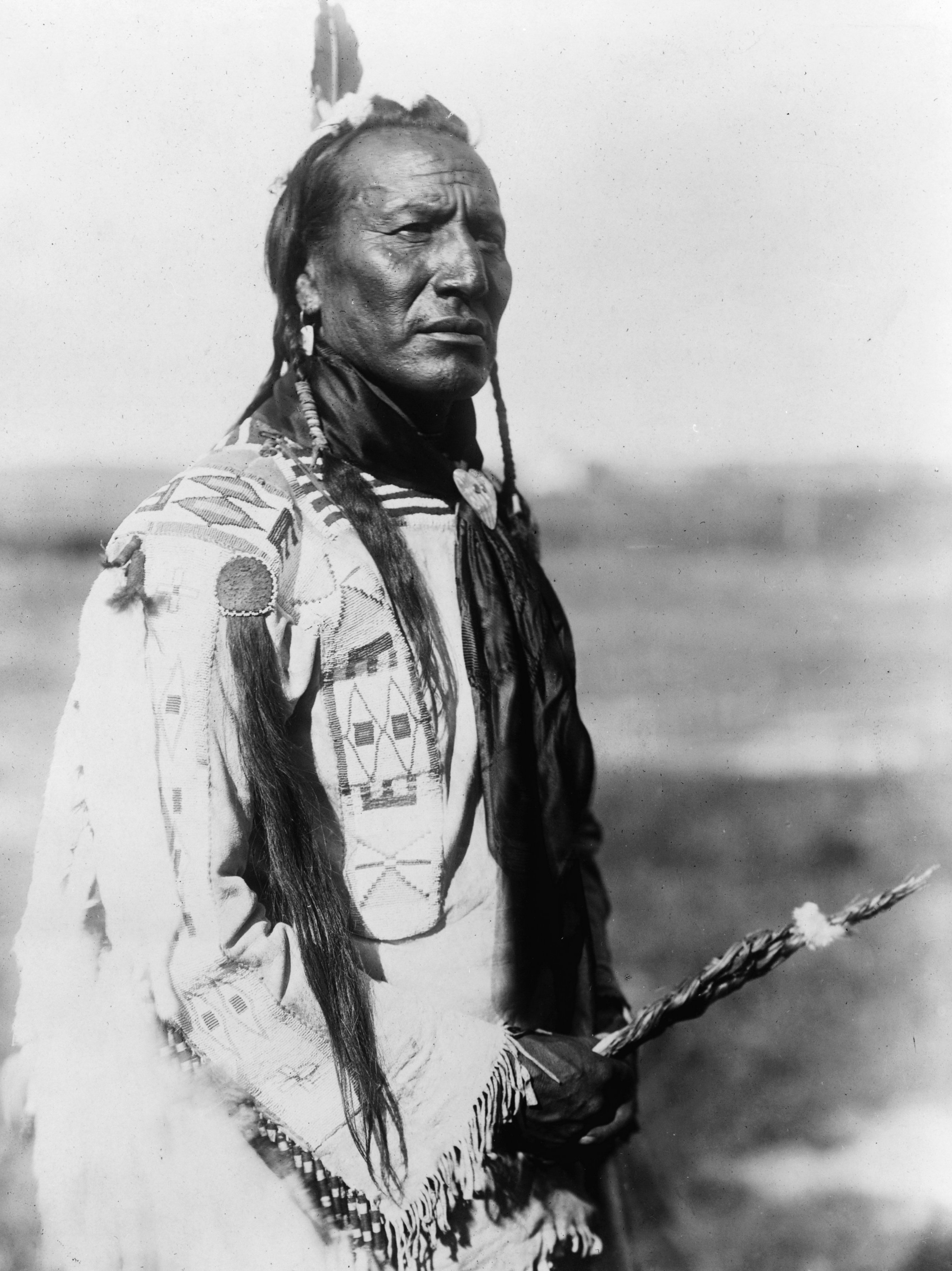
Big Mouth, piegan
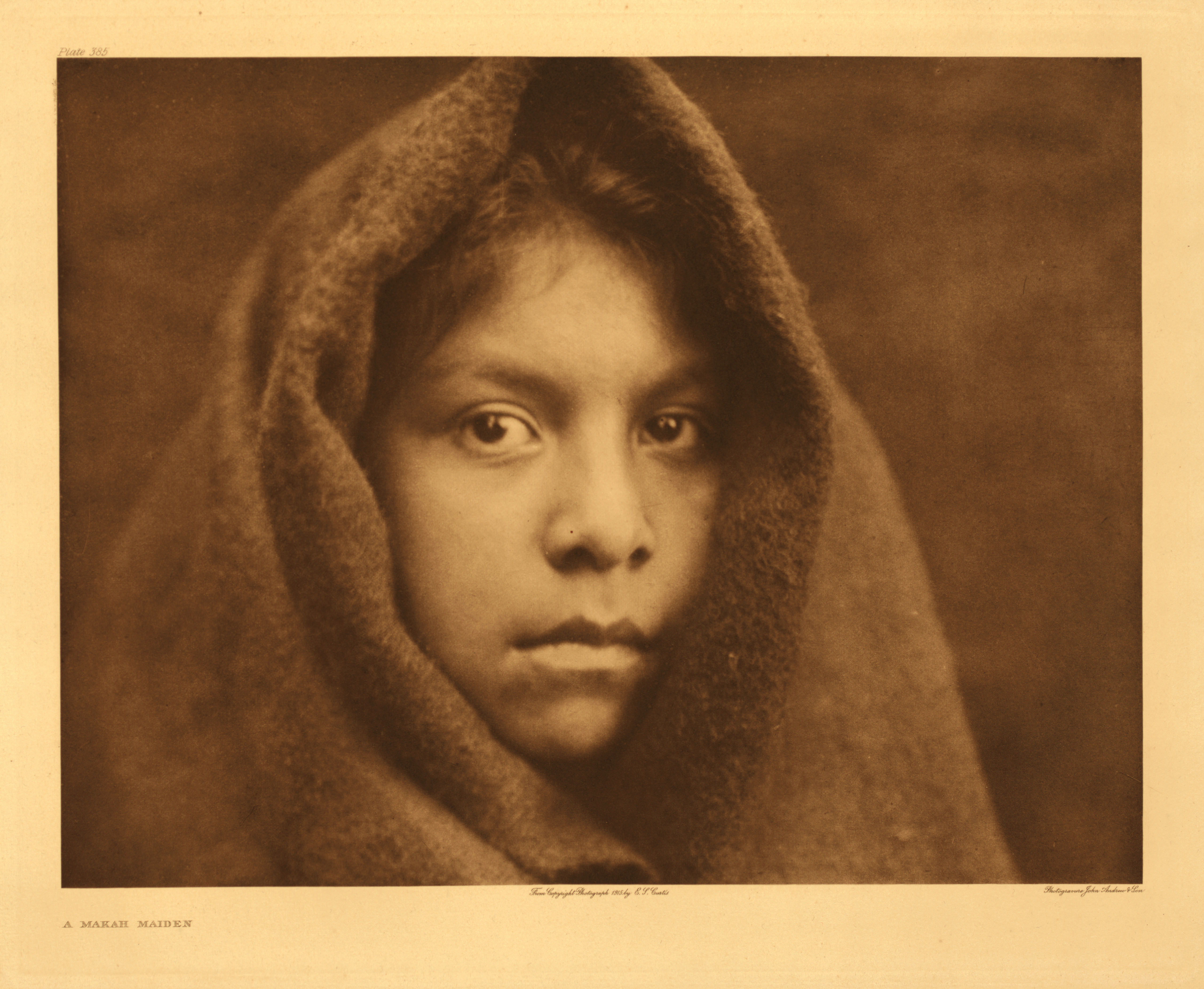
Una joven makah
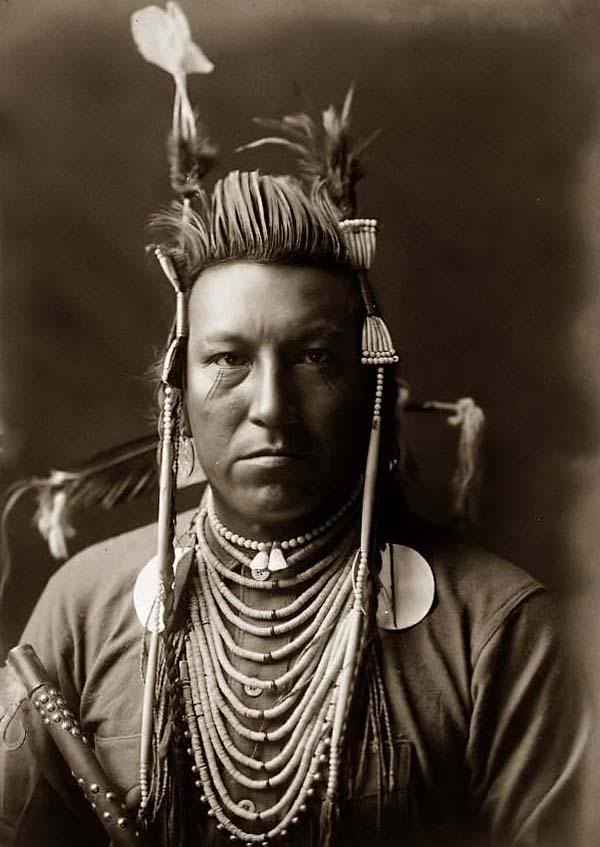
Swallow Bird, crow
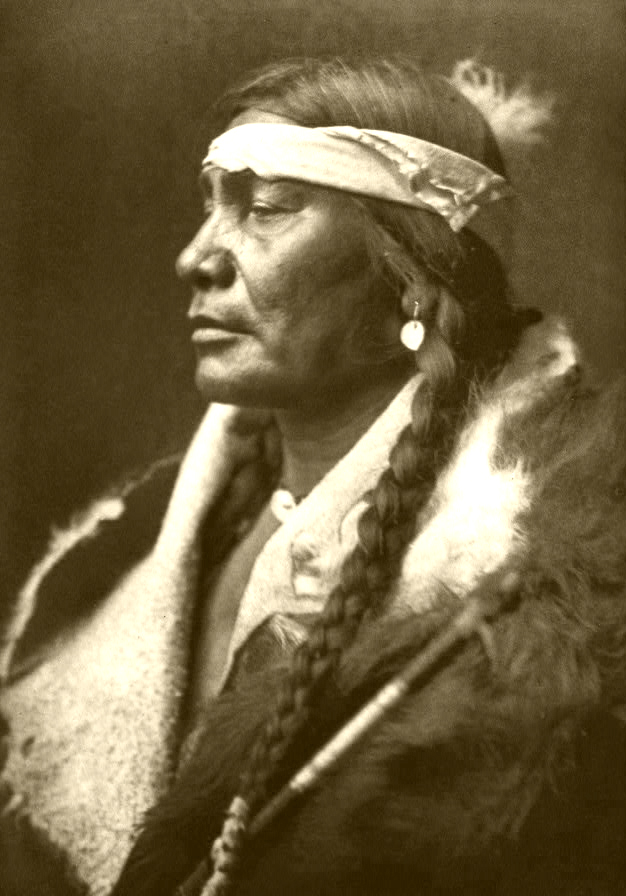
Hombre assiniboine